# Girolamo Vitelli

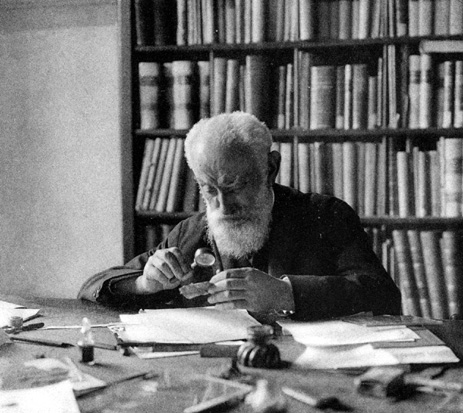
Girolamo Vitelli

Girolamo Vitelli (* 27. Juli 1849 in Santa Croce del Sannio; † 2. September 1935 in Spotorno) war ein italienischer Klassischer Philologe und Papyrologe.

## Leben
Vitelli wirkte von 1874 bis 1915 als Professor der Klassischen Philologie an der Universität Florenz. Er beschäftigte sich mit weiten Bereichen der antiken (vor allem griechischen) Literatur. Sein Forschungsschwerpunkt war die Handschriftenkunde und Überlieferungsgeschichte antiker Texte. Er veröffentlichte zahlreiche Neuentdeckungen von Texten und war ab 1901 für den Erwerb der Papyri zuständig.
Vitelli war Mitglied der Accademia Nazionale dei Lincei (1890 korrespondierendes, 1916 ordentliches Mitglied) und korrespondierendes Mitglied der Bayerischen Akademie der Wissenschaften (1893), der Preußischen Akademie der Wissenschaften (15. Juli 1897), der Königlichen Gesellschaft der Wissenschaften zu Göttingen (1904) sowie auswärtiges Mitglied der Königlich Dänischen Akademie der Wissenschaften (9. April 1920).

## Schriften (Auswahl)
- Delle carte di Arboréa e delle poesie volgari in esse contenute. Bologna 1870
- Intorno ad alcuni luoghi della Ifigenia in Aulide di Euripide osservazioni. Florenz 1877
- Aeschyli fabulae cum lectionibus et scholiis codicis Medicei et in Agamemnonem codicis Florentini. Berlin 1883 (mit Nikolaus Wecklein)
- Ioannis Philoponi in Aristotelis physicorum libros tres priores commentaria. Berlin 1887 (Commentaria in Aristotelem Graeca (CAG) 14, 2)
- Ioannis Philoponi in Aristotelis physicorum libros quinque posteriores commentaria. Berlin 1888 (CAG 17)
- Ioannis Philoponi in Aristotelis libros de generatione et corruptione commentaria. Berlin 1897 (CAG 17)